# Gryllotalpa insulana
Gryllotalpa insulana är en insektsart som beskrevs av Lucien Chopard 1954. Gryllotalpa insulana ingår i släktet Gryllotalpa och familjen mullvadssyrsor. Inga underarter finns listade i Catalogue of Life.